# Mudgee

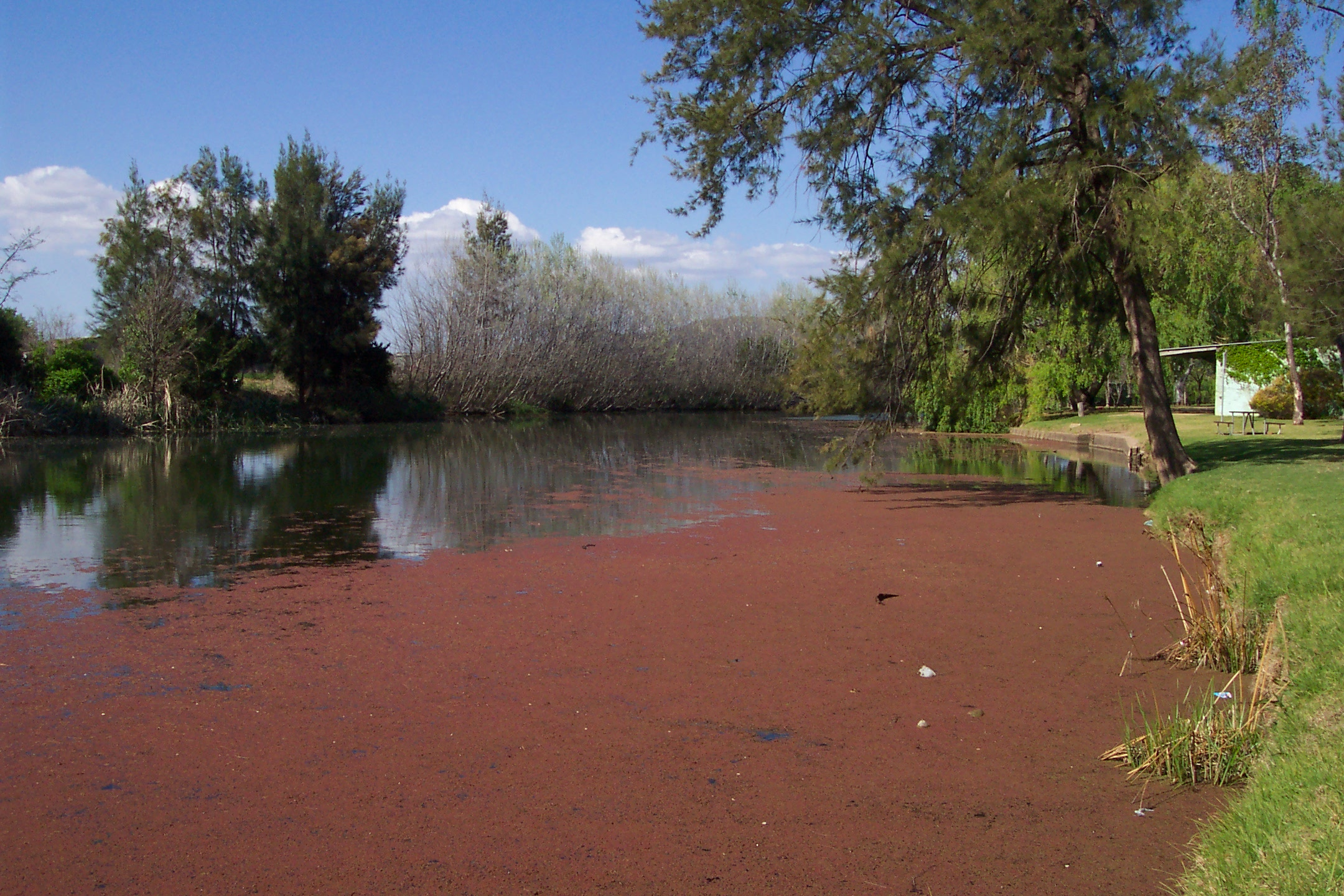
Mudgee, rzeka Cudgegong.

Mudgee – miejscowość w Australii, w stanie Nowa Południowa Walia, w regionie Central West, położone nad rzeką Cudgegong, przy drodze Castlereagh Highway, w odległości ok. 270 km na zachód od Sydney. Głównym źródłem dochodu miasta jest przemysł winiarski.